# スペースガン
『スペースガン』 (Space Gun) は、タイトーが1990年にリリースしたアーケードゲームである。ジャンルは1人称視点のSFガンシューティング。キャッチコピーは『銀河を席捲する恐怖！多弾式高性能銃でモンスターたちを撃て！！』『人質たちを救出せよ！指令は今、下された。』。
同社製ガンシューティングゲーム『オペレーションサンダーボルト』から二人同時プレイ要素を引き継ぎつつ、プレイヤーショットの弾数無限およびエネルギー残量制化、ペダル操作による後退、ポンプアクション動作を取り入れた新たな操作系などが特徴。

## ゲームのルール
- 筐体に据え付けられた銃とフットペダルを使い、ステージ内に囚われている捕虜を救出しながら敵を倒しつつ進んでいく。
- 全7ステージ＆ライフ制。ステージ1・2・4・5は前方＋左右方向へ移動しながら進行、ステージ3・6は前方移動、ステージ7は場面固定。ステージ内ルート分岐もあり、画面上に表示される矢印マークを撃つ事で任意の方向へ進行する。
- ライフを全て失う、人質の登場するステージで人質を1人も救出できない、ラストステージでの脱出イベントに失敗する、全ステージクリアでゲームオーバーとなる。
- 各ステージには制限時間があり、この制限時間のオーバーで水色の敵が出現する（通常型モンスターと噛み付きボールの2種類がある）。この敵はボス敵並の強さを誇り、ノーダメージで切り抜けることは非常に困難。しかも時間が経つと次第に出現数が増えてゆくため、事実上の永久パターン防止キャラである。
- プレイヤーの武器はフルオート連射が可能な光線銃である。撃ち続けると画面下のエネルギーゲージが減少していき、エネルギーがなくなると連射力が著しく低下するが、トリガーを引かずにいるとエネルギーが徐々に回復する。ちなみに1プレイヤー側の銃の方がエネルギーの回復速度が早く、2プレイヤー側の銃は1プレイヤー側より回復速度が遅いものの攻撃力が高い。
- 銃には、散弾銃でよく見られるポンプアクション式のスライド機構が仕込まれており、スライドさせて戻すことにより特殊兵器を装填し、通常のトリガーで発射できる。特殊兵器は全部で4種類あり、スライドの回数によって武器を選択可能。
- 画面中央下部にはレーダーがあり、プレイヤーに接近してくる中型〜大型モンスターの位置を紅点で確認する事が出来る。ごく小型の敵や、メカタイプの敵、人間に擬態中のモンスターは察知出来ない。
- 頭部と腕を備えたタイプのモンスター（ボスキャラ除く）については、頭部や腕部（左右別）だけを別々に破壊する事も可能。これにより相手の攻撃を封じる事が出来る。但し頭や片腕を破壊しても、残った方の腕で攻撃されるので注意を要する。
- 筐体下部に設置されているフットペダルを踏み込んでいる間、プレイヤーの進行方向が逆転し、後退する事が出来る。これにより敵との間合いを取って安全に対処したり、逃してしまったアイテムや捕虜の元へ戻ったりする事も出来る。ただし分岐点やステージ内エリアの区切り箇所までしか後退できない。二人同時プレイ時は同時に踏み込む事で素早く後退出来る。
- 本作の敵は挙動にランダム性が強く、出現後の行動が決まっていないため（一部の不意打ちをしてくる敵は固定）、パターンを構築して進むことが困難になっている。

## ストーリー
2039年、宇宙開拓時代。ある船から発せられた救難信号を受信した宇宙軍兵士は救助に向かうが、船内には脅威のモンスターが満ちていた。

## アイテム
銃のスライド機構によって装填される特殊兵器は、それぞれ別々に数量ストックされる。スライドを行うと、以下の説明順に発射できる弾が選択される。
どの兵器にしても破壊力は極めて大きく、ゲーム進行上有利となる。
- 火炎弾（フレイム）

敵に直撃した場合、有効範囲はかなり狭い（複数の敵を巻き込むことも不可能ではない）が炎があふれ、ボスを除く敵を一撃で倒せる。ラストステージでは外した場合はコックピットにダメージを受ける。隠れ効果として、たとえボス敵であろうとも攻撃モーションをキャンセルさせたりダメージを回避することができるため、有効度は高い。
初期の筐体では、説明パネルに火災弾と誤記されていた。
- 爆弾（ボム）

これを使うと爆発し、多くの場合一撃で敵を倒せ、またボス敵であってものけぞってひるむため攻撃モーションをキャンセル出来、さらに弾が直撃せずとも爆発する利点もあり、ゲーム全体を通して有効度はかなり高い。爆発範囲は比較的広いが範囲外では効果が無く、たとえば敵の腕だけが範囲内の場合は腕だけを一撃で吹き飛ばせる（ボス除く）。ラストステージでは敵に直撃か否かを問わず、コックピットにダメージを受けるという欠点もある。
- 衝撃弾（ブレード）

衝撃波を放つ。有効範囲はかなり狭いが敵を貫通する。逆にこの狭さを利用して人質を連れている敵の下半身を狙うと人質を巻き込むことなく敵を倒せる。しかし、威力が特殊兵器中最も低く、ボス敵はもちろん体力の高い上位ザコに使用しても一撃では仕留められないこともあり（それでもかなりの大ダメージを与えられる）、さらにこの兵器を受けても倒すか頭部や腕を吹き飛ばさない限りはひるんでのけぞることが無いため、攻撃モーションをキャンセルできないという欠点がある。ラストステージではコックピットにダメージを受けるが、有効範囲が狭いので敵の足元を狙えばコックピットにダメージは無い。
- 凍結弾（フリーズ）

これを使うとボスを含む敵は一定時間氷結する。有効範囲は画面全体に近いほどかなり広い。氷結中はボスを除き、わずかの銃撃で倒せる。小型の敵（警報装置の砲台は除く）は氷結せず、そのまま倒せる。火炎弾と同じく敵の攻撃モーションをキャンセルさせたり、ダメージを回避することができるため、有効度は非常に高い。このアイテムのみ、外してもラストステージではコックピットにダメージはない。
- 回復アイテム

これを撃つとライフが回復する。赤と黄色の2種類があり、赤はゲージ３つ分回復、黄色は完全回復。
- アーマー

これを撃つとライフゲージが輝き出し、一定時間無敵になる。
- ガンサイト

これを撃つと一定時間画面上にガンサイトが現れる。ディップスイッチの設定によっては、最初から標準装備にすることができるが、その場合は他のアイテムに変わっている。
なお、アイテムの出現は固定されているが、出現するアイテムの種類についてはランダム要素もあるため（場所によりある程度の傾向はあり、一部箇所のアイテムは固定）、毎回のゲーム展開を安定させることが難しくなっている。

## 生存者について
1面、2面、4面、5面に登場する生存者。最低でも1人は救出すれば、次のステージに進める。1人救出すれば5000点入る。誤射してしまうと（耐久力は弾2発分）死亡してしまううえ、プレイヤーがダメージを受けてしまう。1人も救出できなかった場合は、ステージクリアの時点で多数の犠牲者を出した旨の文章が表示された後、強制的にゲームオーバーになる。コンティニューはできない。
時々、モンスターへと変貌する者もいる。

## 最終ステージについて
最終ステージは固定画面で制限時間が無い。敵が大量に湧き出してくるが、誤って背景の脱出艇コクピット部分を撃ってしまうと徐々に壊れていく。
コクピットを全て破壊してしまうと脱出艇が大爆発し、バッドエンディングとなる。

## 移植版
- Amiga/Atari ST/Commodore 64/ZX Spectrum（販売：OCEAN SOFTWARE、開発：IMAGES SOFTWARE）1992年発売

Atari ST版とZX Spectrum版はステージ中のBGMが無く、Commodore 64版はBGMは鳴るが効果音が無い。
- セガ・マスターシステム（海外販売のみ）1992年発売

光線銃に対応。
- PlayStation 2『タイトーメモリーズII 上巻』2007年1月25日発売
- Nintendo Switch/Windows（Steam）『オペレーション・ナイトストライカーズ』2025年8月7日発売[1]

『ナイトストライカー』『オペレーションウルフ』と『オペレーションサンダーボルト』のカップリング
アーケードとSMS版の移植。
移植はエムツーが担当した。

## 音楽
BGMはZUNTATAの古川典裕が作曲（『Wiz-Master』名義）。

### サウンドトラック
- 『スペースガン／ミズバク大冒険』（ポニーキャニオン/サイトロン・レーベル G.S.M.1500シリーズ、PCCB-00052）1991年1月21日発売

本作と同社業務用ゲーム『ミズバク大冒険』のカップリング。収録曲のうち、再マスタリング処理されたものが数曲収録されている。SE集も収録。
雰囲気が全く異なる2タイトルのカップリングになった理由は、サイトロン・レーベルからミズバク大冒険のCD化オファーの連絡があった際、そこに居合わせた古川が本作の同時収録も推したためとの事。
- 『タイトー デジタルサウンドアーカイブス-ARCADE-Vol.1』（ウェーブマスター）2014年12月24日発売

『ヴァーテクサー』『ニンジャウォーリアーズ』『サイバリオン』『陸海空 最前線』『ハットトリックヒーロー 』『ドンドコドン』『ヴォルフィード』とのカップリング。既発売のアルバムと違いSE集は未収録。曲順も若干異なる。
- 『スペースガン・オリジナル・サウンドトラック』（ZUNTATA RECORDS、ZTTL-9088）2018年7月28日配信開始

上記デジタルサウンドアーカイブスから本タイトルのみを配信したもの。